# Бутович Григорій Іванович
Бутович Григорій Іванович (≈1718, м.Зіньків - ≈1790) - представник козацького старшинського роду Бутовичів-Базилевичів Зіньківської сотні Гадяцького полку Війська Запорізького, засновник сіл Лозуватка (нині Гаївка Кропивницького району) та Сугаклея (нині Миколаївка Кропивницького району).

## Родина
Дід Бутко (Бутович) Ілько Павлович (1662-1716), сотник Зіньківський (1680, 1-а Зіньківська сотня Полтавського полку), (1690, 2-а Зіньківська сотня Гадяцького полку).
Батько Бутович (Бутович-Базилевич) Іван Ількович - значковий товариш 1-ої Зіньковської сотні Гадяцького полку Війська Запорізького (з 1725 до 1736).
Брати: Бутовичі Михайло (нар.1721-), Лук'ян, Іван, Федір (нар.1731-). 
Діти: Бутович Марія, Бутович Тимофій, Бутович (у заміжжі Різанова) Явдоха.

## Кар'єра
- з 1748 р. на службі у Війську Запорізькому;[1] з 1748 р. військове звання: військовий товариш[2];
- 1754-1764 р. – полковий суддя Новослобідського козацького полку з центром у фортеці святої Єлизавети (нині у місті Кропивницький).
- 25 березня (5 квітня) 1771 р. – військове звання: прем’єр-майор; [3]
- 26 березня (6 квітня) 1771 р. – військове звання: прем’єр-майор у відставці[4];
- учасник Росі́йсько-туре́цької війни 1768—1774 років[5];
- прем’єр-майор Єлисаветградського пікінерного полку (1776); у 1786 г. – прем’єр-майор Єлисаветградського пікінерного полку, але відлучився далеко[6].

## ЗаснуванняМиколаївки
За планом розподілу земель від 1758 року угіддя Бутовича позначені при балках у верхів’ях Сугоклії Кам’януватій.
На січень 1774 року у верхів'ї Сугоклії Кам'януватої числяться два наділи - майора Григорія Івановича Бутовича на роту і рангових 8 дворів і 240 десятин та його сина Тимофія Бутовича під слободу 24 дворів і 720 десятин.
На 1812 рік  у сільці Сугаклія майора Григорія Бутовича на землі у 1710 десятин мешкали 164 жителя, а назву було змінено на Тимофіївку, в честь  – Тимофія Григоровича. Скоріш за все, близько 1820-го року, цю землю купує дворянин Микола Іванович Кардашевич й саме за його іменем та прізвищем з часом село стали називати Кардашеве. Оскільки Миколайовок у повіті було чимало, то друга назва – Кардашеве часто використовувалася в документах і як офіційна. Нині на землях Бутовичів розміщений і Хутір Надія, заснований Іваном Тобілевичем (Карпенком-Карим).

## ЗаснуванняГаївки
- 7 (18) листопада 1767 року відведено майору Бутовичу 1000 десятин під вівчарні та кінські заводи в 20-й роті Аджамській Єлисаветградського пікінерного полку. 1767 року слобода Бутовича на правому березі річки Лозуватка входить до Аджамської земельної округи Єлисаветградського пікінерного полку Єлисаветградської провінції.
- 21 січня (1 лютого) 1769 року татари спалили двори в слободі майора Бутовича.
- Влітку 1774 року запорожці вивели мешканців Лозуватки Бутовича на Запоріжжя.
- З Лозуватки (Бутовича/Різанова) походить родина українських меценатів ХІХ століття Різанових. Різанов Андрій Романович онук Бутовича Григорія Івановича.
- У часи столипінських реформ на землях Лозуватки утворилися спілки хуторян. До однієї з них, до Гаївки, у 1950 році приєднали Лозуватку.
- З 2006 року одна з вулиць Гаївки зветься "вулиця Лозуватка" в пам'ять про першоназву села Гаївки.